# ITAWDS
ITAWDS (англ. Integrated Tactical Amphibious Warfare Data System, Интегрированная боевая информационная система десантных кораблей) — американская боевая информационно-управляющая система, предназначенная для десантных кораблей. Осуществляет планирование, координацию и мониторирование действий кораблей и десантных подразделений во время проведения десантных операций, быструю передачу голосовых сообщений, видеоинформации и цифровых данных. Обеспечивает интеграцию данных, полученных от радаров и другого электронного оборудования (трёхкоординатный радар AN/SPS-52, радар воздушного обзора AN/SPS-40, радар обзора поверхности/навигационный радар AN/SPS-10), поддержку проведения ряда вспомогательных операций (погрузка и разгрузка), управление полётами вертолётов, идентификацию «свой-чужой», перехват радиообмена противника, электронное противодействие.